# Schieberschubstange

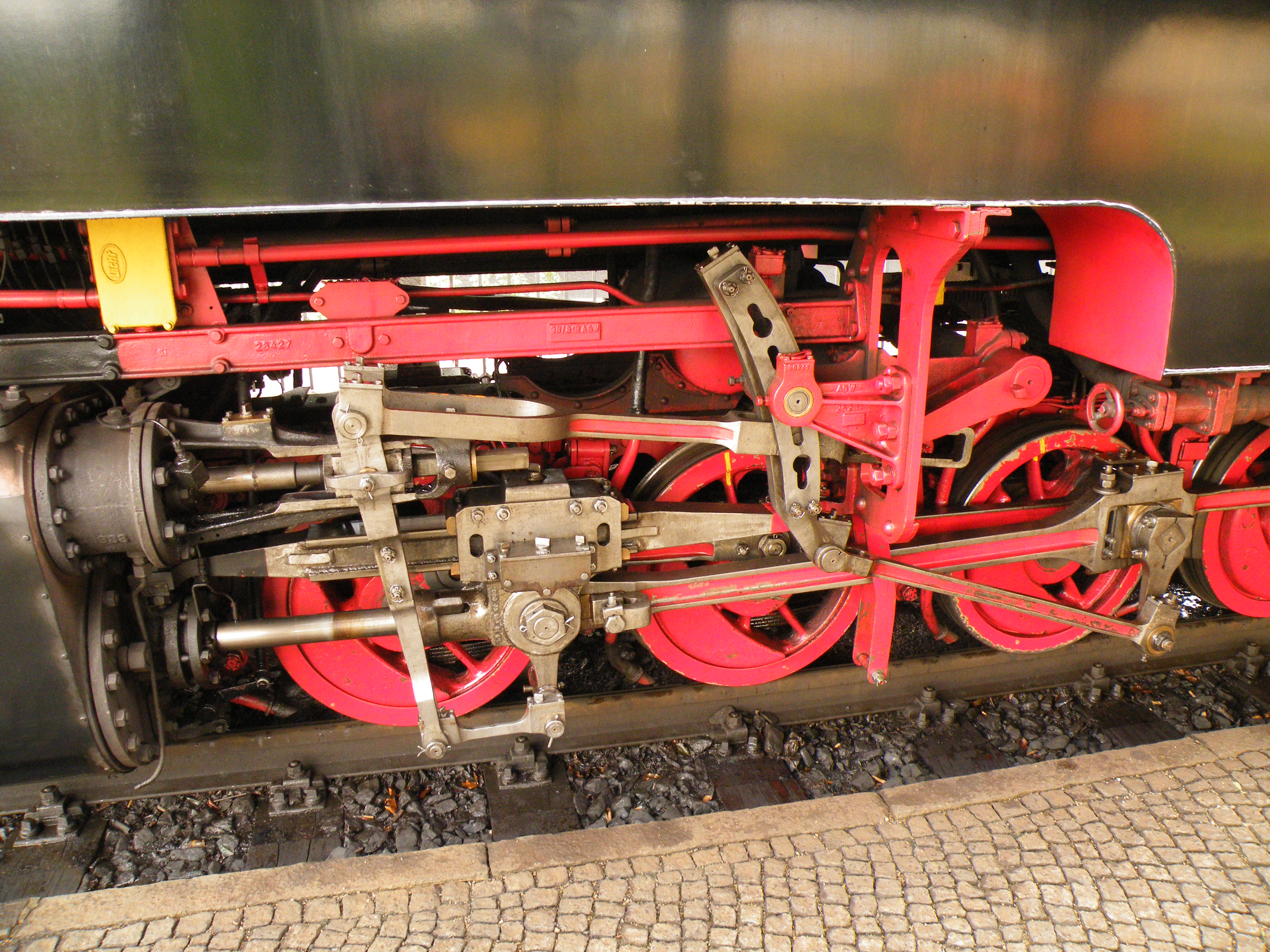
Schieberschubstange, etwas auf Füllung stehend, bei der 99.759 mit Kuhnscher Schleife

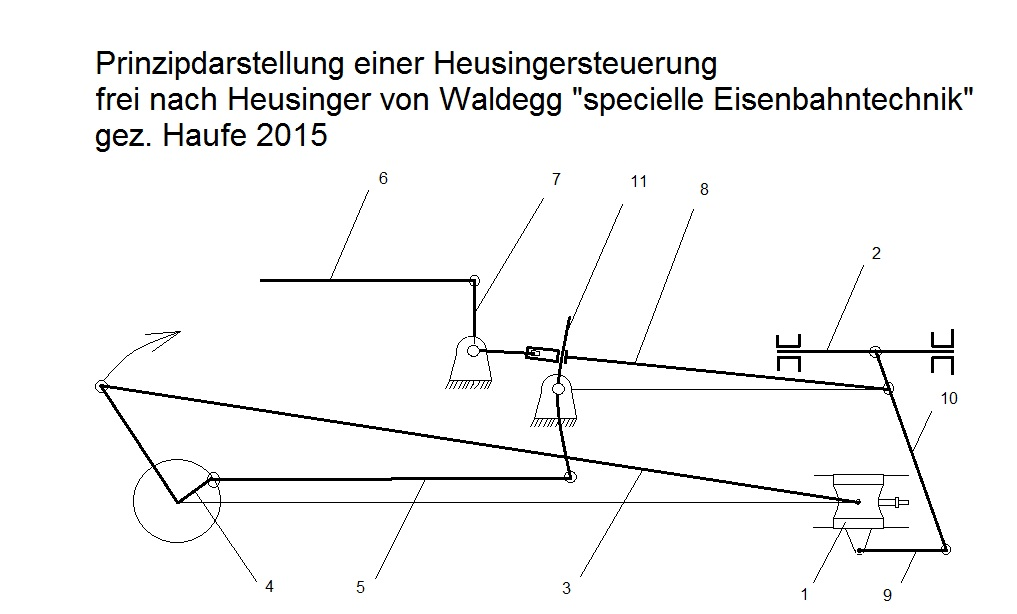
Prinzipdarstellung einer Heusinger-Steuerung

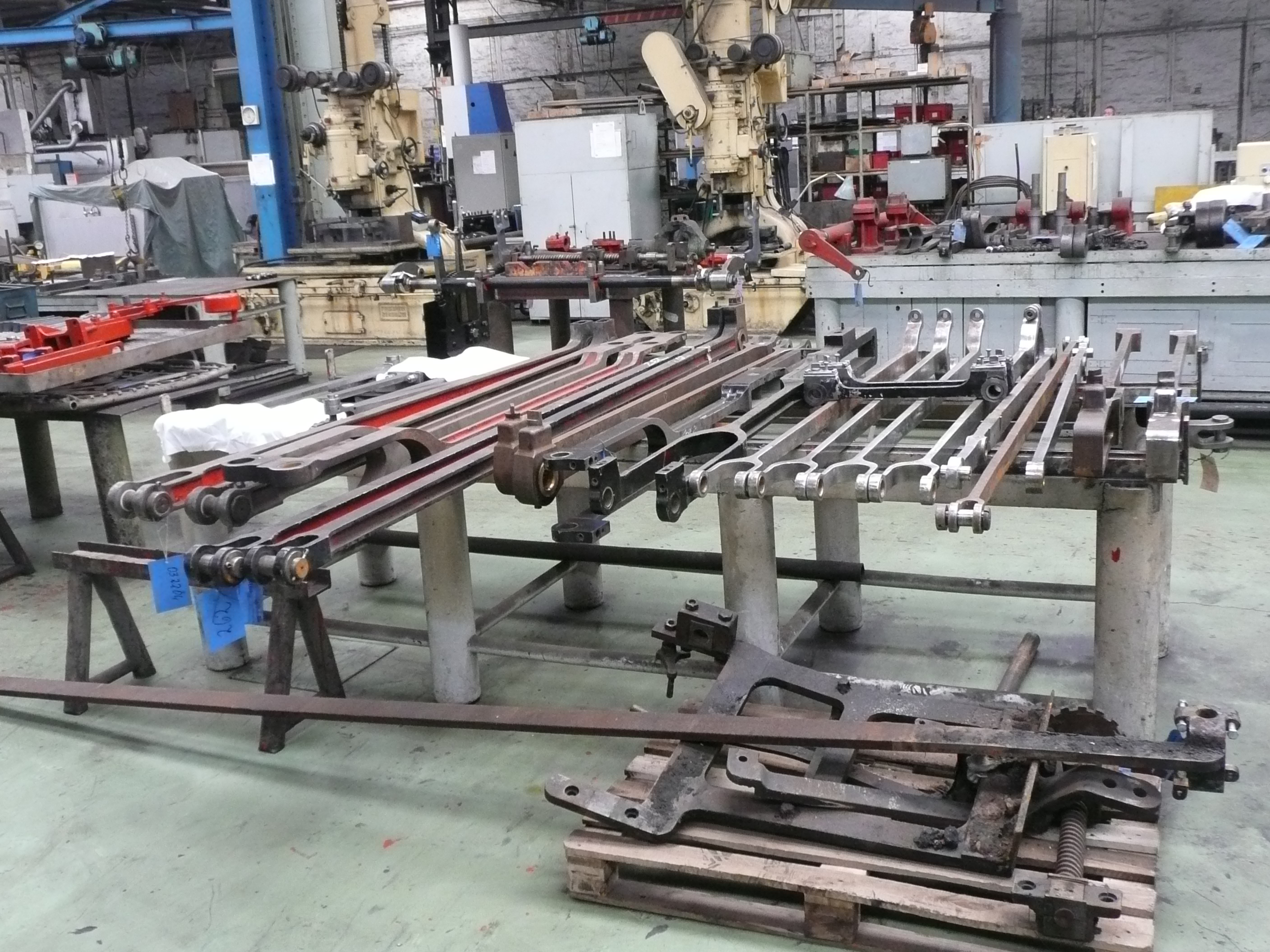
Steuerungsteile der Dampflok im Dampflokwerk Meiningen mit verschiedenen Ausführungen von Schieberschubstangen

Die Schieberschubstange ist ein Teil der äußeren Kulissensteuerung einer Dampflokomotive, von deren Klassifikation die bekannteste als Heusinger-Steuerung ausgeführt worden ist.

## Anwendung und Zweck
Die Schieberschubstange ist das entscheidende Bauteil der Heusinger-Steuerung. Sie überträgt einmal die Bewegungen der Schwinge auf die Schieberstange weiter und ist gleichzeitig Drehpunkt für den Voreilhebel und sorgt somit für die Übertragung der Bewegung von dem Kreuzkopf auf die Schieberstange. Auf den Fotos erkennt man, dass sie im Zylinderbereich die am meisten gekröpfte Stange des Steuerungssystems ist. Das ist der Lage an der Schieberstange und der Bewegung durch den Aufwerfhebel und damit der Steuerung geschuldet. Im Bereich der Schwinge wird die Schieberschubstange in der Regel innen gelagert und besitzt dafür die charakteristische Ausgabelung. Für die Verstellung der Schieberschubstange gibt es zwei Möglichkeiten; zum einen über den Aufwerfhebel und zum andern über die Kuhnsche Schleife. Diese beiden Möglichkeiten sind sehr gut in dem Werkstattbild des Dampflokwerk Meiningen zu sehen.
Auf der Skizze erkennt man, dass hier die Schieberschubstange etwas auf Füllung ausgelegt ist. Sie dient hiermit zum einen als Drehpunkt für die Übertragung der Bewegung des Kreuzkopfes über den Voreilhebel und zum anderen zur Übertragung der Bewegung der Schwinge. Da die Schwinge um 90° voreilend läuft, wird erreicht, dass die Steuerungsstange in den Endstellungen, und damit bei der Füllung des Zylinders mit Dampf, noch verharrt und erst nach der Rückwärtsbewegung des Kreuzkopfes aus der Endstellung zurückgezogen wird. Befindet sich die Schieberschubstange in horizontaler Lage, wird nur die Bewegung des Kreuzkopfes auf den Voreilhebel und somit die Schieberstange übertragen. Die Dampflokomotive läuft somit im Leerlauf.